# ヴィジョナリー
『ヴィジョナリー』（Visionary: The Video Singles）はマイケル・ジャクソンの20枚のシングルシリーズである。欧州では2006年2月20日から同年6月26日の間に、アメリカでは同年11月14日にボックス・セットでリリースされた。日本での発売はない。
片面が全曲リマスタリングされた曲が収められたCD、もう片面がミュージック・ビデオが収められたDVDのデュアルディスクで、デュアルディスク仕様発売された世界最初のものであった。
フランスのラジオ局がこの発売を記念し、マイケル仕様のiPodが3月15日～31日の期間限定で100台のみリスナーにプレゼントされた。

## 発売曲
1. ロック・ウィズ・ユー（2月27日）
2. スリラー + Ltd Box（2月20日）
3. 今夜はドント・ストップ（2月20日）
4. ビリー・ジーン（3月6日）
5. 今夜はビート・イット（3月13日）
6. バッド（3月20日）
7. ザ・ウェイ・ユー・メイク・ミー・フィール（3月27日）
8. ダーティー・ダイアナ（4月3日）
9. スムーズ・クリミナル（4月10日）
10. リーヴ・ミー・アローン（4月17日）
11. ブラック・オア・ホワイト（4月24日）
12. リメンバー・ザ・タイム（5月1日）
13. イン・ザ・クローゼット（5月8日）
14. ジャム（5月15日）
15. ヒール・ザ・ワールド（5月22日）
16. ユー・アー・ナット・アローン（5月29日）
17. アース・ソング（6月5日）
18. ゼイ・ドント・ケア・アバウト・アス（6月12日）
19. ストレンジャー・イン・モスクワ（6月19日）
20. ブラッド・オン・ザ・ダンス・フロア（6月26日）

## スペインにおける快挙
スペインでは数々の曲が再発で一位になった。一位を獲得した曲は以下の通り。
1. スリラー（3月2日）
2. ロック・ウィズ・ユー（16日）
3. ビリー・ジーン（23日）
4. 今夜はビート・イット（30日）
5. バッド（4月6日）
6. ザ・ウェイ・ユー・メイク・ミー・フィール（13日）
7. ダーティー・ダイアナ（20日）
8. スムーズ・クリミナル（27日）
9. リーヴ・ミー・アローン（5月4日）
10. ジャム（6月1日）
11. ヒール・ザ・ワールド（8日）
12. ユー・アー・ナット・アローン（15日）
13. アース・ソング（22日）
14. ストレンジャー・イン・モスクワ（7月6日）
15. ブラッド・オン・ザ・ダンス・フロア（7月13日、20日）